# Paul Child
Paul Child (ur. 8 grudnia 1952 w Birmingham) – amerykański piłkarz pochodzenia angielskiego występujący na pozycji napastnika, reprezentant Stanów Zjednoczonych.

## Kariera klubowa
Paul Child karierę piłkarską rozpoczął w 1966 roku w juniorach Aston Villi, z którym w 1972 roku podpisał profesjonalny kontrakt. Jednak nie rozegrał żadnego meczu w barwach tego klubu i jeszcze w tym samym roku wyjechał do Stanów Zjednoczonych grać w ramach wypożyczenia w występującym w rozgrywkach ligi NASL – Atlanta Chiefs, który w następnym sezonem działający pod nazwą Atlanta Apollos wykupił Childa.
W 1974 roku przeszedł do San Jose Earthquakes, w barwach którego odnosił największe sukcesy w piłkarskiej karierze. W sezonie 1974 został królem strzelców ligi NASL, także dwukrotnie był wybierany do Drużyny Roku NASL (1972, 1974) oraz występował w halowej drużynie San Jose Earthquakes, w barwach którego był królem strzelców i MVP halowego NASL w sezonie 1975. Z klubu odszedł w 1979 roku pozegraniu 149 meczów i strzelając 61 goli w lidze NASL.
Następnymi klubami Childa w lidze NASL były: Memphis Rogues (1980) i Atlanta Chiefs (1980-1981). Łącznie w lidze NASL rozegrał 209 meczów i strzelił 102 gole.
Potem Child występował w rozgrywkach MISL w barwach klubów: Pittsburgh Spirit (1981-1986), Carolina Lightnin' (1982 – ASL), Baltimore Blast (1986-1987) i Los Angeles Lazers, w którym w 1988 roku zakończył profesjonalną karierę. Potem Child grał w amatorskiej drużynie Pittsburgh Beadling.

### Kariera reprezentacyjna
Paul Child zadebiutował w reprezentacji Stanów Zjednoczonych dnia 5 sierpnia 1973 roku w wygranym 2:0 meczu towarzyskim z reprezentacją Kanady rozegranym w Windsorze w stanie Ontario. Ostatni mecz w reprezentacji rozegrał dnia 12 sierpnia 1973 roku w New Britainw stanie Connecticut w wygranym 1:0 meczu towarzyskim z reprezentacją Polski, w którym później został zmieniony przez Kyle’a Rote’a Jr. Child łącznie w 1973 roku w reprezentacji Stanów Zjednoczonych rozegrał 2 mecze.

## Kariera trenerska
Paul Child po zakończeniu kariery piłkarskiej rozpoczął karierę trenerską. Pierwszym klubem w karierze trenerskiej Childa był Pittsburgh Stingers, którego prowadził w latach 1994–1995. Następnie w latach 1995–1997 był trenerem występującego w rozgrywkach CISL Detroit Neon.
Dnia 5 października 1998 roku został dyrektorem ds. rozwoju młodzieży w klubie A-League – Pittsburgh Riverhounds, gdzie miesiąc później został asystentem trenera, gdzie do 2002 roku wspierał m.in. Johna Kowalskiego (2001) i Kaiego Haaskiviego. Jednak dnia 15 grudnia 2005 roku ponownie został asystentem trenera w tym klubie.
Obecnie jest trenerem młodzieżowego klubu BW United, znajdującego się na przedmieściach Pittsburghu.

## Po zakończeniu kariery
Paul Child oprócz pracy w Pittsburgh Riverhounds jest również kierownikiem projektu w Allegheny Millworks w Pittsburghu.
W 2003 roku Child został wprowadzony do National Soccer Hall of Fame, a w 2013 roku San Jose Earthquakes Hall of Fame.

## Sukcesy piłkarskie

### Indywidualne
- Król strzelców NASL: 1974
- Drużyna Roku NASL: 1972, 1974
- MVP halowego NASL: 1975
- Król strzelców halowego NASL: 1975